# Invictus Records
Invictus Records — американський лейбл звукозапису, заснований 1968 року.
Засновниками компанії були брати Едді та Браян Голланд, а також Лемонт Доузер. Протягом 1960-х років це тріо авторів та продюсерів, стало всесвітньо відомим завдяки продюсуванню альбомів для лейбла Motown та створенню так званого «мотауновського звучання». Вони були авторами ритм-енд-блюзових хітів для чорношкірих виконавців, таких як Марвін Гей, гурти Martha and the Vandellas, The Supremes, The Four Tops та The Isley Brothers.
1968 року тріо Голланд-Доузер-Голланд вирішило залишити Motown та створити власний лейбл звукозапису, щоб збільшити власні прибутки та отримати більший контроль над виробництвом. Для цього було створено цілих два лейбли: Invictus Records та Hot Wax Records. Серед виконавців, чиї записи виходили на Invictus Records — гурти Chairmen of the Board, Honey Cone, співачка Фріда Пейн. Через судову тяжбу з Motown, на перших записах Invictus Records, серед яких хітова пісня Фріди Пейн «Band of Gold», брати Голланди та Доузер використовували псевдонім «Едіт Вейн» для вказання авторства пісень.
1973 року Лемонт Доузер вирішив розпочав сольну кар'єру і продюсерське тріо розпалося. Невдовзі лейбли Invictus Records та Hot Wax Records було закрито.